# Ksar Boukhari
Ksar Boukhari (em árabe: 	قصر البخاري), também Boghari, é uma comuna localizada na província de Médéa, Argélia. De acordo com o censo de 2008, a população total da cidade era de 67 813 habitantes.